# سمار جبیل
سمار جبیل (به عربی: سمار جبیل) یک منطقهٔ مسکونی در لبنان است که در شهرستان البترون واقع شده‌است. سمار جبیل ۴۸۰ متر بالاتر از سطح دریا واقع شده‌است.